# برودوكالماك
برودوكالماك (بالروسية: Бродокалмак) هي مدينة في مقاطعة تشيليابينسك أوبلاست في روسيا.